# Роанок (Вирџинија)
Роанок (енгл. Roanoke) град је у америчкој савезној држави Вирџинија. По попису становништва из 2010. у њему је живело 97.032 становника.

## Демографија
Према попису становништва из 2010. у граду је живело 97.032 становника, што је 2.121 (2,2%) становника више него 2000. године.
| Група             | 2000.          | 2010.          |
| Белци             | 65.256 (68,8%) | 60.042 (61,9%) |
| Афроамериканци    | 25.380 (26,7%) | 27.612 (28,5%) |
| Азијати           | 1.096 (1,2%)   | 1.704 (1,8%)   |
| Хиспаноамериканци | 1.405 (1,5%)   | 5.345 (5,5%)   |
| Укупно            | 94.911         | 97.032         |